# Paronychia polygonifolia
Paronychia polygonifolia é uma espécie de planta com flor pertencente à família Caryophyllaceae. 
A autoridade científica da espécie é (Vill.) DC., tendo sido publicada em Fl. Franc. (DC. & Lamarck), ed. 3. 3: 403. 1805.

## Portugal
Trata-se de uma espécie presente no território português, nomeadamente os seguintes táxones infraespecíficos:
- Paronychia polygonifolia var. velucensis - presente em Portugal Continental. Em termos de naturalidade é nativa da região atrás referida. Não se encontra protegida por legislação portuguesa ou da Comunidade Europeia.